# Puchar Świata w Lekkoatletyce 1977
1. Puchar Świata w Lekkoatletyce – pierwsza edycja lekkoatletycznego pucharu świata została zorganizowana przez International Association of Athletics Federations między 2 a 4 września 1977 w Niemczech Zachodnich w mieście Düsseldorf.

## Rezultaty końcowe
| Pozycja | Drużyna           | Punkty |
| ------- | ----------------- | ------ |
| 1       | NRD               | 127    |
| 2       | Stany Zjednoczone | 120    |
| 3       | RFN               | 112    |
| 4       | Europa            | 111    |
| 5       | Ameryka           | 92     |
| 6       | Afryka            | 78     |
| 7       | Oceania           | 48     |
| 8       | Azja              | 44     |

| Pozycja | Drużyna           | Punkty |
| ------- | ----------------- | ------ |
| 1       | Europa            | 109    |
| 2       | NRD               | 93     |
| 3       | ZSRR              | 90     |
| 4       | Stany Zjednoczone | 60     |
| 5       | Ameryka           | 56     |
| 6       | Oceania           | 46     |
| 7       | Afryka            | 32     |
| 8       | Azja              | 30     |